# Symcha Keller
Krzysztof Symcha Keller (ur. 6 czerwca 1963 w Łodzi) – polski chazan i działacz społeczności żydowskiej. Były Przewodniczący Rady Religijnej Związku Gmin Wyznaniowych Żydowskich w RP oraz były przewodniczący Gminy Wyznaniowej Żydowskiej w Łodzi.

## Życiorys
Naukę prowadzenia modlitw pobierał początkowo u głównego kantora łódzkiej synagogi Izaaka Froimowskiego. W latach 1988–1992 studiował w szkołach religijnych w Izraelu i Stanach Zjednoczonych. Asystował żonie Małgorzacie, akompaniującej na fortepianie podczas tras koncertowych rabinowi Shlomo Carlebachowi w Polsce i Nowym Jorku.
Wiele lat zasiadał w Zarządzie Gminy Wyznaniowej Żydowskiej w Łodzi, początkowo pełniąc funkcję zastępcy przewodniczącego, a następnie przewodniczącego. Jest przewodniczącym Rady Religijnej Związku Gmin Wyznaniowych Żydowskich w RP. Od 23 lutego 2008 członek Rabinatu Rzeczypospolitej Polskiej.
Symcha Keller w prowadzeniu modlitw opiera się na tradycyjnej, mistycznej oprawie muzycznej. Duży nacisk kładzie na muzykę chasydzką, anonimowych kompozytorów z małych miasteczek, które były centrami chasydyzmu w XVIII i XIX wieku. Rzadko koncertuje publicznie, z wyjątkiem uroczystości o charakterze religijnym. Prowadził modlitwy m.in. w czasie pielgrzymek papieża Jana Pawła II i Benedykta XVI do Polski, w czasie obchodów 60. rocznicy wybuchu powstania w getcie warszawskim i 60. rocznicy wyzwolenia obozu Auschwitz-Birkenau. Nagrał trzy płyty głównie z muzyką chasydzką i synagogalną, m.in. wraz z byłą żoną (Małgorzata Burzyńska-Keler śpiew (pieśń „Chidusz”) aranżacja i instrumenty klawiszowe) Szabat wydaną przez studio nagrań JAM (1991).
W 2002 wraz z Ryszardem Bonisławskim wydał album pt. Łódzkie judaika na starych pocztówkach.
Współpracuje jako wykładowca historii Żydów w Polsce z wieloma instytucjami, takimi jak Instytut Shem Olam, Instytut Jad Waszem w Jerozolimie oraz Światową Organizacją Chasydów z Aleksandrowa. W 2017 roku nagrał płytę „Bramy”.
Był mężem Małgorzaty Burzyńskiej-Keller.

## Ordery i odznaczenia
- Odznaka „Za Zasługi dla Miasta Łodzi” (2009)[4]
- Krzyż Oficerski Orderu Odrodzenia Polski za wybitne zasługi w działalności na rzecz dialogu polsko-żydowskiego (15 grudnia 2009)[5][1]
- Odznaka Honorowa „Bene Merito” (18 listopada 2021)[6]
- Medal 600-lecia Łodzi (2023)[7].